# HD32642
HD32642 — подвійна зоря. 
Ця подвійна система має видиму зоряну величину в смузі V приблизно 6,9.
Вона розташована на відстані близько 463,9 світлових років від Сонця.

## Подвійна зоря
Головна зоря цієї системи належить до хімічно пекулярних зір й має спектральний клас A5.
Інша компонента має спектральний клас Зорі спектрального класу .

## Фізичні характеристики
Зоря HD32642 обертається досить швидко навколо своєї осі. Проєкція її екваторіальної швидкості на промінь зору становить Vsin(i)= 63км/сек.